# XXIV Corpo Panzer (Alemanha)
O XXIV Corpo Panzer foi um Corpo de Exército da Alemanha durante a Segunda Guerra Mundial. Foi formado em Junho de 1942 a partir do XXIV Corpo de Exército. Se rendeu para o Exército Vermelho em Budweis, Morávia já no final da guerra.

## Comandantes
| Comandante                                                                | Data                                           |
| ------------------------------------------------------------------------- | ---------------------------------------------- |
| General der Panzertruppen Willibald Freiherr von Langermann und Erlencamp | 21 de Junho de 1942 - 3 de Outubro de 1942     |
| General der Panzertruppen Otto von Knobelsdorff                           | 3 de Outubro de 1942 - 30 de Novembro de 1942  |
| General der Artillerie Martin Wandel                                      | 30 de Novembro de 1942 - 14 de Janeiro de 1943 |
| Generalleutnant Arno Jahr                                                 | 14 de Janeiro de 1943 - 20 de Janeiro de 1943  |
| General der Infanterie Karl Eibl                                          | 20 de Janeiro de 1943 - 21 de Janeiro de 1943  |
| Generalleutnant Otto Heidkämper                                           | 21 de Janeiro de 1943 - 9 de Fevereiro de 1943 |
| General der Panzertruppen Walther Nehring                                 | 9 de Fevereiro de 1943 - 27 de Junho de 1944   |
| General der Panzertruppen Fritz-Hubert Gräser                             | 27 de Junho de 1944 - 19 de Agosto de 1944     |
| General der Panzertruppen Walther Nehring                                 | 19 de Agosto de 1944 - 19 de Março de 1945     |
| Generalleutnant Hans Källner                                              | 19 de Março de 1945 - 18 de Abril de 1945      |
| General der Artillerie Walter Hartmann                                    | 18 de Abril de 1945 - 8 de Maio de 1945        |

## Área de Operações
- Frente Oriental, Setor Central (Junho 1942 - ? 1943)[3]
- Frente Oriental, Setor Sul (? 1943 - Junho 1944)
- Sul da Polônia (Junho 1944 - Março 1945)
- Silésia, Checoslováquia (Março 1945 - Maio 1945)

## Ordem de Batalha
- Arko 424[3]
- Korps-Nachrichten Abteilung 424
- Korps-Nachschub Truppen 424
- Korps-Pionier Regiment Stab 424
- Schwere Panzer Abteilung 424
- Korps-Füsilier Regiment 424
- Korps-Artillerie Regiment 424
- Pazner-Pionier Battailon 424
- Panzer Feldersatz Regiment 63
- Versorgungs Regiment 424